# Conrad Balthasar von Starhemberg
Hrabia Conrad Balthasar von Starhemberg (ur. 1612, zm. 1687) – austriacki polityk z rodu Starhemberg. 
W roku 1663 został namiestnikiem Górnej Austrii (Statthalter von Niederösterreich). Później pracował w komisji deputacji w Wiedniu.
W 1667 roku kazał wybudować Pałac Starhemberg przy Minoritenplatz.
Jego synem był Ernst Rüdiger von Starhemberg (1638-1701), generał i obrońca Wiednia z 1683.